# Petersbach (Pließnitz)
Der Petersbach ist ein etwa dreizehn Kilometer langer Bach in der Oberlausitz und der größte Quellfluss der Pließnitz.

## Verlauf
Der Bach entspringt am Osthang des Kottmars und fließt von dort in nordöstlicher Richtung, bevor er westlich von Herrnhut den Friedensthalbach aufnimmt. Nach Durchqueren der Stadt umfließt er den Hengstberg und durchbricht dort einen Härtling. Weiter südöstlich nimmt er nahe dem Schloss Niederruppersdorf das Ruppersdorfer Wasser und den Triebenbach auf. Nördlich von Euldorf kommen noch Eulstegbach und Erlichbach hinzu. Von dort fließt er in Mäandern weiter nordwärts, wo er erst das Hochwasserrückhaltebecken Rennersdorf passiert und sich schließlich in Rennersdorf mit dem Berthelsdorfer Wasser zur Pließnitz vereint.

## Ökologie
Der Bach gehört zu den besonders schützenswerten Gewässern des Landkreises, fast sein gesamter Verlauf gehört zum FFH-Gebiet Pließnitzgebiet und unterhalb von Herrnhut zum Landschaftsschutzgebiet Herrnhuter Bergland. Bevor der Bach die Stadt durchfließt, wird sein Ufer von einem Bruchweiden-Roterlen-Traubenkirschen-Gehölz, sowie Weidekoppeln und Feldgehölzen gesäumt. Dort sind vor allem Turmfalke, Waldohreule, Grünspecht und Wacholderdrossel heimisch. An seinem Mittel- und Unterlauf nisten Gebirgsstelze und Zaunkönig, seine Ufer sind mit Esche, Ahorn, Ulme, Eiche und Linde bewachsen.
Unterhalb der Einmündung des Erlichbaches hat der Bach den Erdfall gebildet, einen Prallhang am Fuß des Roten Berges. Dieser Abschnitt zwischen Euldorf und Rennersdorf ist von einem botanisch sehr reizvollen Auwald bewachsen. Hier findet sich etwa das einzige Vorkommen des Wiesen-Schachtelhalms der gesamten Oberlausitz. Es finden sich auch stellenweise Feuchtwiesen mit Bitterem Schaumkraut und Sumpfdotterblumen. Als weitere Arten finden sich zwischen den Laubgehölzen auch Gewöhnliche Goldnesseln, Berg-Goldnessel und Akeleiblättrige Wiesenraute. Auf den Schwemmbereichen des Bachs gedeihen Straußenfarn, Hain-Sternmiere und Behaarter Kälberkropf. Im Frühjahr blühen hier vor allem die Hohe Schlüsselblume, Buschwindröschen und das Gefleckte Lungenkraut.
In den Gewässern des Petersbachs finden sich heute wieder Edelkrebse, nachdem sie Ende des 20. Jahrhunderts nicht mehr nachgewiesen werden konnten. Auch Bachforelle, Äsche, Bachneunauge und Groppe sind anzutreffen.

## Nutzung
Zu früherer Zeit wurden durch den Bach mehrere Mühlen angetrieben, wie etwa die 1529 erwähnte Feld- oder Wiesenmühle und die 1587 erwähnte Eulmühle.